# Leksands IF
Leksands IF er en svensk ishockeyklub beliggende i den lille by Leksand i Dalarna med under 6000 indbyggere. Klubben blev dannet i 1919 og havde i begyndelsen fodbold og bandy på programmet. Ishockey kom til i 1938. Man spiller sine hjemmekampe i Ejendals Arena der har plads til 7650 tilskuere, altså flere end der bor i hele byen Leksand.
Klubben er en af de mest traditionsrige ishockeyklubber i Sverige og man har vundet det svenske mesterskab i alt 4 gange (1969, 1973, 1974 og 1975). Igennem de seneste år har man dog haft svært ved at gøre sig gældende på allerhøjeste niveau og man har haft svært ved at holde sig i den øverste række, Elitserien. Siden sæsonen 2006-07 har man således spillet i den næstbedste række Hockeyallsvenskan.

## Danskere
Klubben har igennem mange år haft dansk islæt og ikke mindst Jens Nielsen har gjort sig fint bemærket for klubben i både Elitserien og Allsvenskan. Blandt øvrige danskere der har spillet i Leksand bør nævnes Peter Hirsch og Morten Green, og Heinz Ehlers som var den første dansker i Eliteserien.
I sæsonen 2008-09 spillede udover Morten Green også den tidligere Herning-spiller Daniel Nielsen for Leksand inden han kort inde i sæsonen vendte tilbage til Herning af familiære årsager.

## 'Fredede' numre
- 2 Åke Lassas
- 18 Jonas Bergqvist